# Моја Африка (књига)
Моја Африка (енгл. Out of Africa) је биографски роман данске књижевнице Карен Бликсен (1885—1962). Први пут је објављен 1937. године, под насловом Афричка фарма, а ауторка га је објавила под псеудонимом Исак Динесен. Пред домаћом публиком овај роман први пут се појавио 1986. године, у Социјалистичкој Федеративној Републици Југославији, у преводу на хрватски језик. На српском језику први пут је објављен 2014. године у издању издавачке куће Геопоетика.
По роману Моја Африка 1985. године снимљен је чувени истоимени филм Моја Африка, у режији Сиднија Полака са Мерил Стрип и Робертом Редфордом у главним улогама. Филм је освојио бројне награде, међу којима је чак седам Оскара.

## Позадина књиге
Карен Бликсен је 1914. године са супругом стигла у Кенију, где су засновали плантажу кафе. Очарана лепотом континента, како је касније писала, провела је тамо најсрећније године свог живота. Године 1931. плантажа је пропала и они су били принуђени да се врате у Данску. Када је пошла у сусрет неизвесној будућности у Кенији, земљи сасвим другачијој од њене родне Данске, није ни слутила да ће крај тог дугог пута заправо доживети као повратак кући, и спознати слободу за којом је целог живота чезнула, величанствено отелотворену у афричком континенту, његовим пространствима, дивљим животињама и људима. Вративши се кући, Карен је 1937. године написала овај биографски роман о времену проведеном у Африци.

## О књизи
Моја Африка је биографски роман објављен 1937. године под насловом Афричка фарма. У њему ауторка описује догађаје током седамнаест година које је провела у Кенији, тада званој Британска источна Африка. Књига је лирска исповест о њеном животу на плантажи кафе, као и омаж људима које је тамо срела. Бликсен у књизи даје живописан приказ афричког колонијалног живота у последњим деценијама Британског царства. Прича о свом животу и крупним догађајима у Британској Источној Африци. Упознаје читаоце са различитим афричким културама, њиховим виђењем света и судбином после доласка колонијалних сила. Такође дочарава раскошну и дивљу природу, чији ритам цивилизовани човек мора прихватити да би је истински спознао. Књига је потресан опроштај од вољене Кеније.
У књизи пише о пријатељству са људима из своје околине и онима са којима се сретала, од домородаца и старог угљара Кнудсена, до Принца од Велса, касније краља Едварда VIII који је посетио њихову плантажу. Окосницу романа представља и прича о њеној великој љубави према авантуристи Денису Финч Хатону (енгл. Denys Finch Hatton). Она пише о домородачким племенским забавама, лепоти Нгонг брда, биљкама кафе у цвету, дивљим животињама које су живеле у њеној близини — лавовима, носорозима, слоновима, зебрама, биволима, малој газели Лулу која је дошла да живи са њом...
Карен Бликсен пише са класичном једноставношћу и сликаревим осећајем за атмосферу и детаље,  а својом виртуозном приповедачком вештином замућује границе између мемоара, путописа, есеја и романа. Књигу је написала на енглеском језику, а затим је превела на дански. Објавила ју је под псеудонимом Исак Динесен,, што је њено презиме по рођењу. Презиме Бликсен је добила удајом, а рођена је као Карен Кристенсе Динесен (дан. Karen Christenze Dinesen).
Роман Моја Африка Карен Бликсен покренуо је многе туристичке руте којима се придружују заљубљеници у овај део планете.
- Музеј Карен Бликсен у Најробију (Кенија)
- Карен Бликсен 1913. годину дана пре одласка у Кенију
- Карен Бликсен са братом Томасом Динесеном у Кенији око 1920
- Денис Финч Хатон
- Портрет карен Бликсен поред афричке маске